# 普拉博沃·苏比延多
普拉博沃·蘇比延多·佐約哈迪庫蘇莫（1951年10月17日—），印度尼西亞政治人物、退役將軍，現任印度尼西亚总统，曾任印度尼西亞國防部部長、亦曾經是前總統蘇哈托的二女婿。他在2014年代表大印尼運動黨參加總統選舉，結果敗給原雅加達省長佐科·維多多。2019年总统大选中他再次挑战角逐连任的佐科，但再次落敗，直至2024年第三次參選成功當選，同年10月20日就職。过去他也因涉反人权罪和参与策划1998年印尼排华事件成为了污点。

## 家庭
普拉博沃的祖父是印尼國家銀行的创始人，歷任獨立準備調査會（Badan Penyelidik Usaha Persiapan Kemerdekaan Indonesia）委員、印度尼西亚临时最高評議院（Dewan Pertimbangan Agung Sementara）主席。
父亲蘇米特羅·佐約哈迪庫蘇莫（Sumitro Djojohadikusumo）是印度尼西亚著名经济学家，是蘇卡諾和蘇哈托時期的內閣成員，歷任研究部长，贸易部长，财政部长和工业和贸易部长。
母亲多拉·玛丽·西加尔（Dora Marie Sigar）来自北苏拉威西省萬鴉老，擁有米纳哈萨族和德国血統，是一位虔诚的基督教徒。两人相识在荷兰鹿特丹举行的印尼基督教学生活动中，苏米特洛在荷兰乌得勒支市的外科护理科学学院学习。而后两人于1946年1月7日在德国结婚，并得到了德国教会牧师的祝福。两人有4个孩子，两个女孩和两个男孩。
普拉博沃家中排名第三，大姐比安蒂（Bianti Djiwandono），二姐玛丽亚尼（Maryani Djojohadikusumo），弟弟哈希姆（Hashim S. Djojohadikusumo）。所有兄弟姐妹都是基督教徒，除了身份是前印尼银行行长夫人的妹妹是天主教徒。 1966年到1968年，普拉博沃全家人住在伦敦，普拉博沃在那里就读，并从伦敦的学校毕业。1983年，普拉博沃與時任總統千金西蒂·赫迪亞蒂·哈里亞迪（Siti Hediati Hariyadi）結婚，婚後育有一子。

## 生平

### 军事生涯
普拉博沃于1970年进入了在马格朗的印度尼西亚军事学院（Indonesia's Military Academy），于1974年毕业后加入印尼国军。1975年12月7日，印尼出兵侵佔東帝汶，展开了该国有史以来的最大军事行动。普拉博沃在印尼国军所属的陸軍特種部隊里担任指挥官，负责指挥东帝汶独立革命战线的武力镇压，该组是印尼军队在东帝汶的主要突击队之一。
普拉波沃的任务是抓捕东帝汶第一任总统弗朗西斯·泽维尔·多·阿马拉尔的副手尼古勞·多斯·雷斯·洛巴托。1978年12月31日，普拉波沃率领的印度尼西亚陆军特种部队在图里斯凯县明德卢发动伏击行动，洛巴托因为子弹击中胃部而死亡。他的遗体随后送至帝力，并且将讯息透过印度尼西亚新闻媒体发布。
1992年，普拉博沃作为陆军战略预备的空降部队长，指挥部队以反叛罪逮捕了东帝汶民族解放军司令官沙纳纳·古斯芒，在军队内部得到很高的评价。1996年，普拉博沃在印尼的巴布亚山区领导了Mapenduma行动，这次任务包括英国军事专员和空降特勤隊（SAS）的秘密支持。这次行动的目标是释放11名科学研究人员，他们被自由巴布亞運動（OPM）劫持为人质，研究人员包括5名印尼人、4名英国人、1名荷兰人和1名怀孕的德国女人。两名印尼男性人质在救援行动前不久被杀害。在人质转移之后，普拉博沃领导的Kopassus开始了一场针对支持OPM村庄的报复行动。
1990年代，苏哈托在执政期间，透过贪污、垄断、补贴等手段来为自己的家族及亲信致富。以L·B·穆尔达尼批判苏哈托贪污事件为契机，苏哈特打算从印尼国军中清除威尼·穆尔达尼的影响。苏哈托委托为家庭成员信赖的普拉博沃肃清穆尔达尼派，以史无前例的速度晋升了普拉沃。
1994年，普拉博沃担任陆军特殊部队的副司令官，次年1995年担任司令官，1996年晋升为少将级，并在同年内担任战略指挥部（Komando Strategis Angkatan Darat，简称Kostrad）总司令 。在这次晋升中，普拉博沃首次在印尼国军的陆军特殊部队和战略预备军中，担任两个最主要部队的司令官，再加上获得苏哈托的后盾，普拉博沃掌握了整个军队。普拉沃与优素福·哈比比的关系密切，在哈比比担任会长的印度尼西亚穆斯林协会的支援下，再次扩大了军队内的影响力。
2024年2月28日，時任總統佐科威頒發榮譽四星將軍軍銜予普拉博沃。

## 商业生涯
普拉博沃军籍被剥夺后，移居约旦，取得了市民权，在3年间实际上过着流亡生活。后来普拉博沃加入了他的弟弟哈希姆的石油事业。2002年成立了努山塔拉集团（Nusantara Group），普拉博沃收购了Kiani Kertas；一家位于东加里曼丹省的纸浆工厂和种植公司。在普拉博沃收购之前，Kiani由曾任前总统苏哈托的贸工部长的商人郑建盛（Bob Hasan）拥有。普拉博沃在印度尼西亚和海外拥有27家公司，包括Nusantara Energy（石油和天然气、煤炭）、Tidar Kerinci Agung（棕榈油种植园）和Jaladri Nusantara（渔业）。主要从事木材、造纸业、棕榈油、矿山等业务，截至2014年，总资产已达1亿4,800万美元。
普拉博沃将Kiani Kertas更名为Kertas Nusantara。该公司成立于1990年，是努山塔拉集团的一部分。它控制着3400公顷的面积，用于造纸厂、员工住房、私立学校和各种公司设施。Kiani被授予ISO 900-2005最高质量管理公司之一的称号。据报道，Kiani Kertas一直处于财务困境中，2014年初，工人们走上街头要求领取五个月内未领取的工资。
普拉博沃是2009年选举中最富有的总统候选人，拥有1.5万亿卢比（约1.5亿美元）和750万美元的资产。

### 商业纷争
2007年，英国丘吉尔矿业有限公司（Churchill China plc）对东加里曼丹省的东库台的煤炭地区进行了地质调查，2018年5月，宣布在印尼婆罗洲勘测到储量为1.5亿吨的煤矿。其实这低估了实际储量，两个月后该公司认为此地储量达到28亿吨，如此其未开发煤矿储量就跃居世界第七位。由普拉博沃控股的努山塔拉集团之前曾掌控该地区采矿业，努山塔拉集团旗下的6家公司分别持有东加里曼丹省东库台6个划区的采矿许可证，但从未进行勘测。
2006年3月至2007年3月间，这6个许可证陆续到期。随后，当地政府就将该矿区承包给别家公司。丘吉尔矿业股份有限公司从Ridlatama Group（一家印尼公司）手中收购了该地区4个新采矿许可75%的股权。2008年7月，也就是丘吉尔矿业公布此发现两个月后，东库台地区的行政长官在明知丘吉尔矿业地方合作伙伴已被授予该地区最新采矿许可证的情况下，突然对努山塔拉旗下公司所持的6个过期许可证进行授权，延长开采期限。
丘吉尔矿业股份有限公司自那时起自己成了靶子，各方势力竭力将其逐出婆罗洲。2010年5月，新上任的东库台行政长官吊销了丘吉尔矿业股份有限公司所持的采矿许可证，由努山塔拉集团独占那28亿吨煤矿，法院也驳回了丘吉尔矿业股份有限公司的起诉。2012年，丘吉尔在国际投资争端解决中心（簡稱 ICSID）起诉印度尼西亚政府，要求20亿美元赔偿。印度尼西亚辩称ICSID无权仲裁。

## 步入政坛

### 2014年总统选举
2014年7月9日，印尼举行总统选举，代表大印尼運動黨的普拉博沃和印尼斗争民主党候选人佐科·維多多对争，最终普拉博沃以不到6%的差距败给佐科威。

### 2019年总统选举
2019年4月，普拉博沃卷土重来角逐总统选举，再次挑战寻求連任总统的佐科。普拉博沃大打排外宗教牌，常在演讲时称印尼濒临分崩离析，任由外国强权摆布等，获得“伊斯兰防卫者阵线”等强硬派伊斯兰团体和宗教性政党的支持。普拉博沃一直指控选举涉及舞弊，并多次警告会发动「人民力量」示威，抗议选举不公。5月21日，根据快速计票的结果，佐科拿到54%至55%的选票，比普拉博沃高出约10%。普拉博沃不承认败选，反而2度宣布自己是印尼新总统，并称根据自行统计，他获得约62%的选票。5月22日，印尼选举委员会宣布总统选举的正式计票结果，结果佐科以约10.82%的领先得票率，双方差距票数约1659万张。
普拉博沃在向憲法法院尋求推翻選舉結果的上訴失敗後，轉而與佐科合作，並於10月23日接受對方任命，出任國防部長。人權運動家批評普拉博沃早年人權紀錄不佳，不適宜加入內閣，另一方面，經濟學家認為此舉是佐科尋求國家團結的表現，有助佐科推行其經濟政策。

### 2024年总统选举
2022年8月9日，普拉伯沃表態再度參與總統選舉，並於8月12日接受大印尼運動黨提名而宣佈參選。2023年10月22日，普拉博沃提名現任總統佐科·維多多的長子吉布蘭·拉卡布明·拉卡為副總統人選。2月14日選舉當日，根據非官方快速計票，普拉博沃獲得約58%的選票，當晚他自行宣佈當選。3月20日，印尼選舉委員會公佈普拉博沃在1.64億張選票中獲得超過9600萬張，以58.6%得票率當選。

## 總統生涯
2024年10月20日，普拉博沃正式宣誓就職總統。就任前3天是他的73歲生日，他成為了印尼目前就任年紀最大的總統。同日他公佈了新一屆內閣名單，由109名部長、副部長和國家機構負責人領導總共48個政府部門，人數為歷來最龐大。他以印尼國旗顏色將新內閣命名為「紅白內閣」，佐科威時期約一半的官員獲得留任。

## 個人生活
普拉博沃是一位愛貓人士，有四隻領養的貓，當中最先領養亦最為人熟悉的是普通家貓「波比」，本來是隻流浪貓，在2017年被普拉博沃收養，其餘三隻分別叫「米卡」（Mika）、「米奇」（Miki）和「米可」（Miko），在2021年收養。他經常携同波比出席各種場合，更為牠開設專屬的Instagram帳戶，截至2024年10月已有超過65萬名追蹤者。2024年普拉博沃上任總統後第二天，他亦有在波比的Instagram上發佈愛貓與他一同進駐總統府的短片。有評論認為，普拉博沃愛貓人士的形象弱化了其過往軍事強人的形象，令他在選舉中獲得了不少支持。

## 争议
曾任职印尼特种部队司令的普拉博沃因涉及1998年印尼排华暴动备受争议。1998年5月雅加达爆发动乱，华人商家遭受严重损害，舆论称是普拉博沃在幕后一手指挥，不过事后普拉博沃坚决否认外界对于他违反人权的指控。普拉博沃领导的特种部队因涉嫌绑架和拷打反苏哈多分子而被革除军职。但一直没有因排华事件而受罚。